# Don Hertzfeldt

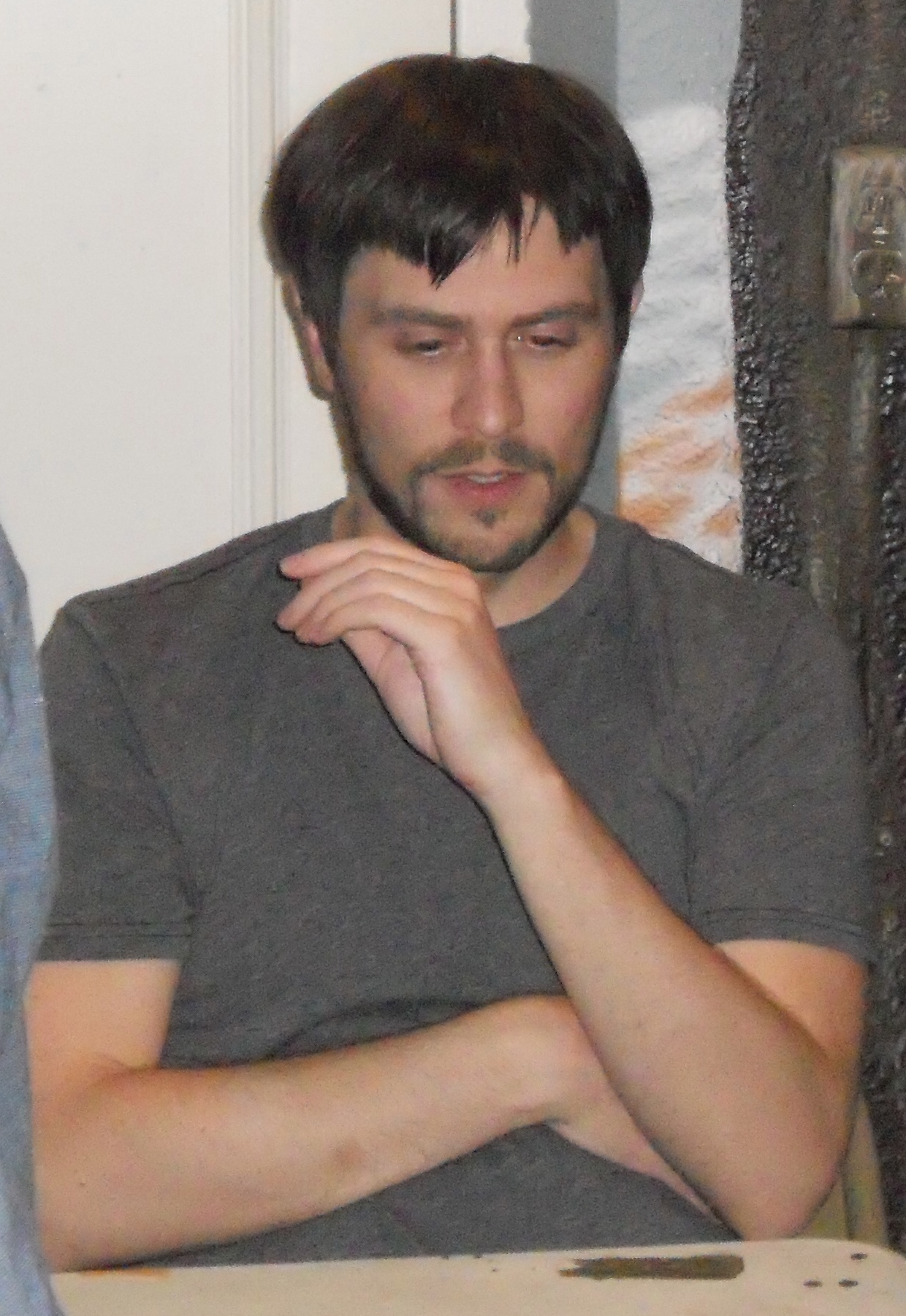
Don Hertzfeldt (2012)

Don Hertzfeldt (* 1. August 1976 in Santa Barbara, Kalifornien) ist ein amerikanischer Cartoonist, Filmproduzent, Regisseur und Autor von unabhängig produzierten Animationskurzfilmen. Zu den verschiedenen stilistischen Merkmalen von Hertzfeldts Werken zählen der minimalistische Animationsstil und sein absurder, von teils übertriebener Gewalt gekennzeichneter Humor. Viele Filme widmen sich existenziellen Problemen des Lebens, oft dargestellt in kurzen surrealistischen Episoden innerhalb der Handlung. Hertzfeldt erstellt seine Filme in traditioneller Zeichentricktechnik ohne Computer, verwendet aber inzwischen auch analoge Spezialeffekte wie zum Beispiel Doppelbelichtung. Das mühsame Abfilmen der einzelnen Frames mit einer 16-mm-Bolex-Kamera übernimmt der Zeichner selbst. In einem Interview meinte er einmal, dass er schon seit seiner frühen Kindheit vom Kino fasziniert war und gezeichnet und Geschichten geschrieben hat – für ihn war der Animationsfilm lediglich eine billigere und interessantere Alternative zum Low-Budget-Film. Wie Hertzfeldt bemerkt, geht es ihm nur darum, eine Geschichte gut zu erzählen.

## Leben
Hertzfeldt ist Absolvent der University of California in Santa Barbara, an der er auch seine ersten Kurzfilme hergestellt hat, die postwendend bei verschiedenen Filmfestivals aufgeführt wurden und sich großer Beliebtheit erfreuten. Laut eigenen Angaben ist Hertzfeldt in seinem ganzen Leben nie einer regulären Arbeit nachgegangen, außer der Herstellung und Vermarktung seiner eigenen Kurzfilme, von denen er seit Beginn seiner Karriere leben kann. Dies verdankt er einer loyalen Fangemeinde und seinem eigenständigen, Kult-generierenden Stil. Was seinen Status in der Welt des unabhängigen Animationsfilms betrifft, dürfte der einzige vergleichbare Regisseur Bill Plympton sein, der sich wie Hertzfeldt durch eigenwillige und unverkennbare Werke auszeichnet. 2003 kreierte Hertzfeldt gemeinsam mit dem Beavis-and-Butt-Head-Erfinder Mike Judge The Animation Show, in der sie bei einer Tour durch die USA in verschiedenen Städten diverse unabhängig produzierte Animationsfilme junger Talente im Kino präsentierten.

## Auszeichnungen
Preise (P) und Nominierungen (N)
- (N) Internationale Filmfestspiele von Cannes 1999: Nominierung für eine Short Film Palme d’Or für Billy's Balloon
- (P) Slamdance Film Festival 1999: Grand Jury Award für Billy's Balloon
- (N) Oscars 2001: Nominierung für den besten animierten Kurzfilm für Rejected.
- (P) Sundance Film Festival 2007: Preis der Jury, bester Kurzfilm für Everything Will Be OK
- (P) San Francisco International Film Festival 2010: „Persistence of Vision“ Lifetime Achievement Award
- (P) Fargo Film Festival 2012: Ted M. Larson memorial award
- (P) Sundance Film Festival 2015: Grand Jury Award für World of Tomorrow
- (N) Oscars 2016: Nominierung für den besten animierten Kurzfilm für World of Tomorrow

## Filmografie

### Als Regisseur und Drehbuchautor
- 1995: Ah, L’Amour (Kurzfilm)
- 1996: Genre (Kurzfilm)
- 1997: Lily and Jim (Kurzfilm)
- 1998: Billy's Balloon (Kurzfilm)
- 2000: Rejected (Kurzfilm)
- 2003: Welcome to the Show/Intermission in the Third Dimension/The End of the Show (Kurzfilm)
- 2005: The Meaning of Life (Kurzfilm)
- 2006: Everything Will Be Ok (Kurzfilm)
- 2008: I Am So Proud of You (Kurzfilm)
- 2010: Wisdom Teeth (Kurzfilm)
- 2011: It's Such a Beautiful Day (Kurzfilm)
- 2012: It’s Such a Beautiful Day
- 2014: Die Simpsons (The Simpsons, Fernsehserie, Episode 26x01 Ein trauriger Clown)
- 2015: World of Tomorrow (Kurzfilm)
- 2017: World of Tomorrow Episode Two: The Burden of Other People’s Thoughts (Kurzfilm)
- 2017: Intro (Kurzfilm)
- 2020: World of Tomorrow Episode Three: The Absent Destinations of David Prime (Kurzfilm)

### Als Schauspieler
- 2000: Rejected (Kurzfilm, Sprechrolle)
- 2003: Welcome to the Show/Intermission in the Third Dimension/The End of the Show (Kurzfilm, Sprechrolle)
- 2004: Hair High (Sprechrolle)
- 2005: The Meaning of Life (Kurzfilm)
- 2006: Everything Will Be Ok (Kurzfilm)
- 2008: I Am So Proud of You (Kurzfilm)
- 2010: Wisdom Teeth (Kurzfilm, Sprechrolle)
- 2010: Mars
- 2011: Slacker 2011
- 2011: It's Such a Beautiful Day (Kurzfilm)
- 2014: Die Simpsons (The Simpsons, Fernsehserie, Episode 26x01 Ein trauriger Clown, Sprechrolle)